# Leo Ruckman
Leo Daniel Ruckman född 7 oktober 1975, är en svensk rappare som ingick i Mobbade barn med automatvapen. Han blev utnämnd till Sveriges bästa MC på The Swedish Hip-Hop Awards 2002. Ruckman ingick även i Loose Cannons tillsammans med rapparna Nephilim, Glaciuz The Icy och Form One. Gruppen hann släppa 4-spårs EP:n "Gimme The Mic" 2002 på Blenda Records innan de kort därefter upplöstes p.g.a. att Leo valde att sluta rappa.
Ruckman har förutom många svenska samarbeten även gjort en låt med Sage Francis, "Try Your Best", som hamnade på "Swedish Ish"-EP:n producerad av Dj Dainja och D.C, utgiven 2002 på Blenda Records. 

## Album där Leo har medverkat
- 1996 Tha Brigade - Northern Lightz LP
- 2000 Retarderat Eleverade - Hotel No Monkey Business 12", EP
- 2000 Den Svenska Underjorden LP
- 2000 Mobbade barn med automatvapen - Vulgära Vovvar 12"
- 2000 Sedlighetsroteln - Släpp Fångarna Loss! 12", EP
- 2001 Organismen - Vad Glor Du På 12", EP
- 2001 Organismen - Bakom Kulisserna LP
- 2001 Fatmilk Anthem 7"
- 2001 Organismen - Bakom Kulisserna LP
- 2002 Dj Silence - Rimslakt CD
- 2002 MBMA - Musiken / Stress Syndrome 12"
- 2002 Swedish Ish EP 12", EP
- 2002 Pst/Q - Natt Klockan 12 På Dagen LP
- 2002 Loose Cannons - Gimme The Mic 12", EP
- 2003 Mics Of Fury - The M.O.F Blend LP
- 2003 Form One - Three Poisonous Darts / Legion Of The Doom / Planet Meatball

## Andra artistnamn för Leo Ruckman
- Manuel Cork (Anagram för Leo Ruckman)
- Ve & Fruktan (Rimmar på Leo Ruckman)
- Leo Kall (efter Karin Boyes huvudperson i Kallocain)
- Leo Kalocain (se ovan)
- Troubleshooter (på albumet Northern Lightz med Brigade)